# Chase Sui Wonders
Chase Charmayne Sui Wonders, född 21 maj 1996 i Detroit i Michigan, är en amerikansk skådespelare. Hon har bland annat spelat rollen som Riley i HBO Max-serien Generation från 2021 och Emma i skräck-komedin Bodies Bodies Bodies från 2022.

## Biografi
Wonders föddes i Detroit, Michigan, hennes far är av kinesisk härkomst och moden är av europeisk härkomst. Båda föräldrarna är amerikanska medborgare. Hon är brorsdotter till modedesignern Anna Sui. Hon gick på Cranbrook Kingswood Academy utanför Detroit. Därefter studerade hon och avlade examen från Harvard University där hennes huvudämnen var film och produktion. Hon skrev dessutom för skolans humoristiska tidning The Harvard Lampoon.

## Karriär
Wonders inledde sin filmkarriär som medregissör och manusförfattare i filmen A Trivial Exclusion från 2009, där hon även spelade huvudrollen. Hon regisserade och skrev också en långfilm vid namn Last Migration, som släpptes under år 2015. År 2019 spelade hon rollen som Makayla i den psykologiska skräckfilmen Daniel Isn't Real. Hon spelade också en liten roll i dramakomedin On the Rocks från 2020, som regisserades av Sofia Coppola.
År 2021 fick Wonders huvudrollen i HBO Max dramaserie Generation. År 2022 samarbetade hon med Vogue China för att skriva och regissera en kortfilm med titeln Wake med henne själv och Charles Melton i huvudrollerna.
År 2022 spelade hon en roll i den satiriska slasherfilmen Bodies Bodies Bodies, som regisserades av Halina Reijn. Samma år spelade hon en roll i Neil LaButes thrillerfilm Out of the Blue tillsammans med Diane Kruger och Hank Azaria. År 2023 spelade Wonders huvudrollen i Apple TV+-serien City on Fire, som är baserad på en bok med samma namn.
Wonders har också agerat som modell i en modesamarbetskampanj 2021.

## Privatliv
Under år 2022 dejtade Wonders skådespelaren Charles Melton. Från december 2022 till augusti 2023 dejtade hon sin Bodies Bodies Bodies-motspelare Pete Davidson. Hon fortsatte därefter med att dejta skådespelaren Joe Keery.

## Filmografi

### Filmer
- 2019 – Daniel Isn't Real
- 2020 – On the Rocks
- 2022 – Bodies Bodies Bodies
- 2022 – Out of the Blue
- 2023 – Past Lives
- 2025 – I Know What You Did Last Summer

### TV-serier
- 2020 – Betty (TV-serie)
- 2021 – Generation (TV-serie)
- 2023 – City on Fire (TV-serie)
- 2023 – Bupkis (TV-serie)
- 2025 – The Studio (TV-serie)